# یلنا گرودنوا
یلنا گرودنوا (روسی: Елена Александровна Груднева؛ زادهٔ ۲۱ فوریهٔ ۱۹۷۴) ژیمناست هنری اهل روسیه بود.